# 文化心理学
文化心理学（英语：Cultural psychology）是对文化如何反映和塑造其成员的心理过程的研究。
文化心理学的主要原则是，思想和文化是不可分割的，相互构成的，即人们受到文化的影响，文化也是由人们塑造的。正如该领域的主要支持者之一理查德·施维德(Richard Shweder)所写，“文化心理学是对文化传统和社会实践调节，表达和改变人类心理的方式的研究，这一方式导致人类精神上的统一少于种族间在思想、自我和情感上的分歧。“

## 研究内容

### 文化心理

#### 文化对自我的影响
- 独立型自我
- 依赖型自我

## 与其它心理学分支的关系
文化心理学常常与跨文化心理学混淆。 文化心理学与跨文化心理学的区别在于，跨文化心理学家通常将文化作为检验心理过程普遍性的手段，而不是确定当地文化习俗如何塑造心理过程。因此，跨文化心理学家可能会问，皮亚杰的发展阶段论是否在各种文化中具有普遍性，文化心理学家会对一组特定文化的社会实践如何以不同方式塑造认知过程的发展感兴趣。

## 研究机构
Institute of Cultural Psychology and Qualitative Social Research (ikus)
维也纳西格蒙德弗洛伊德大学心理学研究所
Laboratory of Comparative Human Cognition (LCHC)
Culture and Cognition, University of Michigan
Centre for Cultural Psychology, Aalborg University （页面存档备份，存于）
Hans Kilian and Lotte Köhler Center for Cultural Psychology and Historical Anthropology (KKC)
Culture and Self Lab, University of British Columbia （页面存档备份，存于）